# Белоусов, Василий Игнатьевич
Васи́лий Игна́тьевич Белоу́сов (1 января 1919, Бондюжский, Бондюжский сельсовет, Кураковская волость, Елабужский уезд, Вятская губерния, РСФСР — 6 марта 1981, Менделеевск, Менделеевский горсовет, Елабужский район, Татарская АССР) — участник Великой Отечественной войны, командир понтонного взвода 15-го отдельного моторизированного понтонно-мостового батальона 6-й понтонно-мостовой бригады Воронежского фронта, лейтенант.
Герой Советского Союза (10.01.1944), капитан запаса (с 1948 года).

## Биография
Родился 1 января 1919 года в посёлке Бондюжский завод, ныне город Менделеевск Республики Татарстан, в семье рабочего. Русский. Член ВКП(б) с 1943 года. Образование неполное среднее. Работал на химическом заводе.
В Красной армии с 1939 года. С началом Великой Отечественной войны на фронте. В 1942 году окончил курсы младших лейтенантов.
Командир понтонного взвода 15-го отдельного моторизированного понтонно-мостового батальона (6-я понтонно-мостовая бригада, Воронежский фронт) кандидат в члены ВКП(б) лейтенант Василий Белоусов отличился при форсировании Днепра в районе села Гусеницы Бориспольского района Киевской области Украины.
25 сентября 1943 года части 40-й армии подошли к Днепру. Опытный понтонёр Василий Белоусов получил приказ без шума переправить на правый берег Днепра стрелковые войска и грузы для внезапного овладения плацдармом. Первый паром под его командованием вышел в рейс, как только стемнело. Преодолев половину пути, паром был обнаружен гитлеровцами. Противник открыл пулеметный огонь, в результате чего понтоны получили по нескольку десятков пробоин. Командир взвода приказал бойцам забить все пробоины, а сам, установив пулемёт на палубе одного из понтонов, заставил замолчать пулемётную точку врага. Целую ночь, искусно выводя из зоны обстрела паром, взвод понтонёров без потерь переправлял войска, технику и боеприпасы.
За 16 суток — с 25 сентября по 10 октября 1943 года его взвод переправил на правый берег Днепра 2470 солдат и офицеров, 15 орудий, 1575 ящиков с боеприпасами и много другого военного имущества.
Указом Президиума Верховного Совета СССР «О присвоении звания Героя Советского Союза генералам, офицерскому, сержантскому и рядовому составу Красной Армии» от 10 января 1944 года за «образцовое выполнение боевых заданий командования на фронте борьбы с немецко-фашистскими захватчиками и проявленные при этом отвагу и геройство» удостоен звания Героя Советского Союза с вручением ордена Ленина и медали «Золотая Звезда» (№ 2476).
До 1948 года продолжал службу в рядах Вооруженных Сил СССР. 
Жил в Менделеевске. В 1953 году окончил республиканскую партшколу в Казани. Работал на химическом заводе, в горкоме партии, секретарём парткома завода.
Скончался 6 марта 1981 года.

## Награды
- Медаль «Золотая Звезда» Героя Советского Союза (№ 2476)
- Орден Ленина
- Орден Отечественной войны I степени
- Орден Отечественной войны II степени
- Орден Красной Звезды
- Медали, в том числе:
  - Медаль «За победу над Германией в Великой Отечественной войне 1941—1945 гг.»
  - Юбилейная медаль «Двадцать лет Победы в Великой Отечественной войне 1941—1945 гг.»
  - Юбилейная медаль «Тридцать лет Победы в Великой Отечественной войне 1941—1945 гг.»

## Память
- Похоронен в Менделеевске
- В городе Менделеевске на Аллее Героев установлен бюст В. И. Белоусову.